# کلاس ادمیرال
کلاس کلاس ادمیرال (به انگلیسی: Admiral-class battleship) یک کلاس از کشتی است که طول آن ۳۳۰ فوت (۱۰۱ متر) می‌باشد.